# Gare du Gros Noyer - Saint-Prix
La gare du Gros Noyer - Saint-Prix est une gare ferroviaire française de la ligne d'Ermont - Eaubonne à Valmondois, située dans la commune d'Ermont (département du Val-d'Oise). Elle dessert également la commune de Saint-Prix.
Ouverte par la Compagnie des chemins de fer du Nord, c'est aujourd'hui une gare de la Société nationale des chemins de fer français (SNCF) desservie par les trains de la ligne H du Transilien.

## La gare
Elle est desservie par les trains du réseau Paris-Nord du Transilien.

## Histoire
La ligne Paris - Lille fut ouverte le 20 juin 1846 par la Compagnie des chemins de fer du Nord. Cette ligne passait alors par la vallée de Montmorency avant de bifurquer vers le Nord-Est à Saint-Ouen-l'Aumône et de suivre la vallée de l'Oise. L'itinéraire actuel plus direct par la plaine de France et Chantilly n'a été mis en service qu'en 1859, n'accordant plus dès lors qu'un rôle de desserte secondaire à cet ancien itinéraire. La jonction Ermont - Valmondois via Saint-Leu-la-Forêt est ouverte en 1876, d'abord à voie unique, puis est doublée en 1889.
Sur le réseau Nord, l'électrification arrive sur la ligne Paris - Lille via Creil le 9 décembre 1958 puis sur la lignes Paris - Bruxelles via Compiègne et Paris - Mitry - Crépy-en-Valois en 1963.
La modernisation de l'itinéraire Paris-Nord - Pontoise est alors lancée avec pour but d'améliorer les performances de cette ligne dont la fréquentation est en hausse constante avec l'urbanisation croissante de la banlieue Nord et de faire disparaître les locomotives à vapeur 141 TC tractant les robustes mais spartiates voitures de type Nord à la fin de 1970. En avril/mai 1969, la traction électrique est en service sur Paris - Pontoise et Pontoise - Creil accompagnée de la signalisation par block automatique lumineux. Puis finalement, c'est au tour de l'antenne Ermont - Eaubonne - Valmondois en décembre 1970.

## Fréquentation
De 2015 à 2023, les estimations de la SNCF sont les suivantes :
| Année         | 2015      | 2016      | 2017      | 2018      | 2019      | 2020    | 2021      | 2022      | 2023      |
| ------------- | --------- | --------- | --------- | --------- | --------- | ------- | --------- | --------- | --------- |
| Fréquentation | 1 680 959 | 1 713 626 | 1 739 184 | 1 747 157 | 1 720 304 | 767 868 | 1 480 690 | 1 634 111 | 1 649 369 |

## Accueil

### Desserte
La gare est desservie par des trains à destination de la Gare du Nord vers le sud et vers Saint-Leu-la-Forêt, Valmondois ou Persan - Beaumont. Le plan de desserte est le suivant :
- En heure de pointe (vers Paris le matin, vers la banlieue le soir, uniquement du lundi au vendredi), on a un train toutes les 15 minutes vers ou depuis Saint-Leu-la-Forêt et un train toutes les 15 minutes vers ou depuis Persan - Beaumont. A cela s'ajoute un train le matin au départ de Valmondois.
- En contre-pointe, on a un train toutes les 30 minutes vers ou depuis Saint-Leu-la-Forêt, ainsi que des trains toutes les 30 minutes vers ou depuis Persan - Beaumont et toutes les 30 minutes vers ou depuis Valmondois.
- En heures creuses, on a un train par heure vers ou depuis Valmondois et un train par heure vers ou depuis Persan - Beaumont.
- Le week-end et les jours fériés, on a un train par heure vers ou depuis Valmondois et un train par heure vers ou depuis Persan - Beaumont.
- En soirée, on a un train toutes les 30 minutes jusqu'à 23 h 30 vers la banlieue et jusqu'à 22 h 35 vers Paris. Au-delà, les trains s'arrêtent à Ermont - Eaubonne.

### Intermodalité
La gare est desservie par la ligne 1521 du réseau de bus de la Vallée de Montmorency.
La gare est entourée de parkings.

## Galerie de photographies

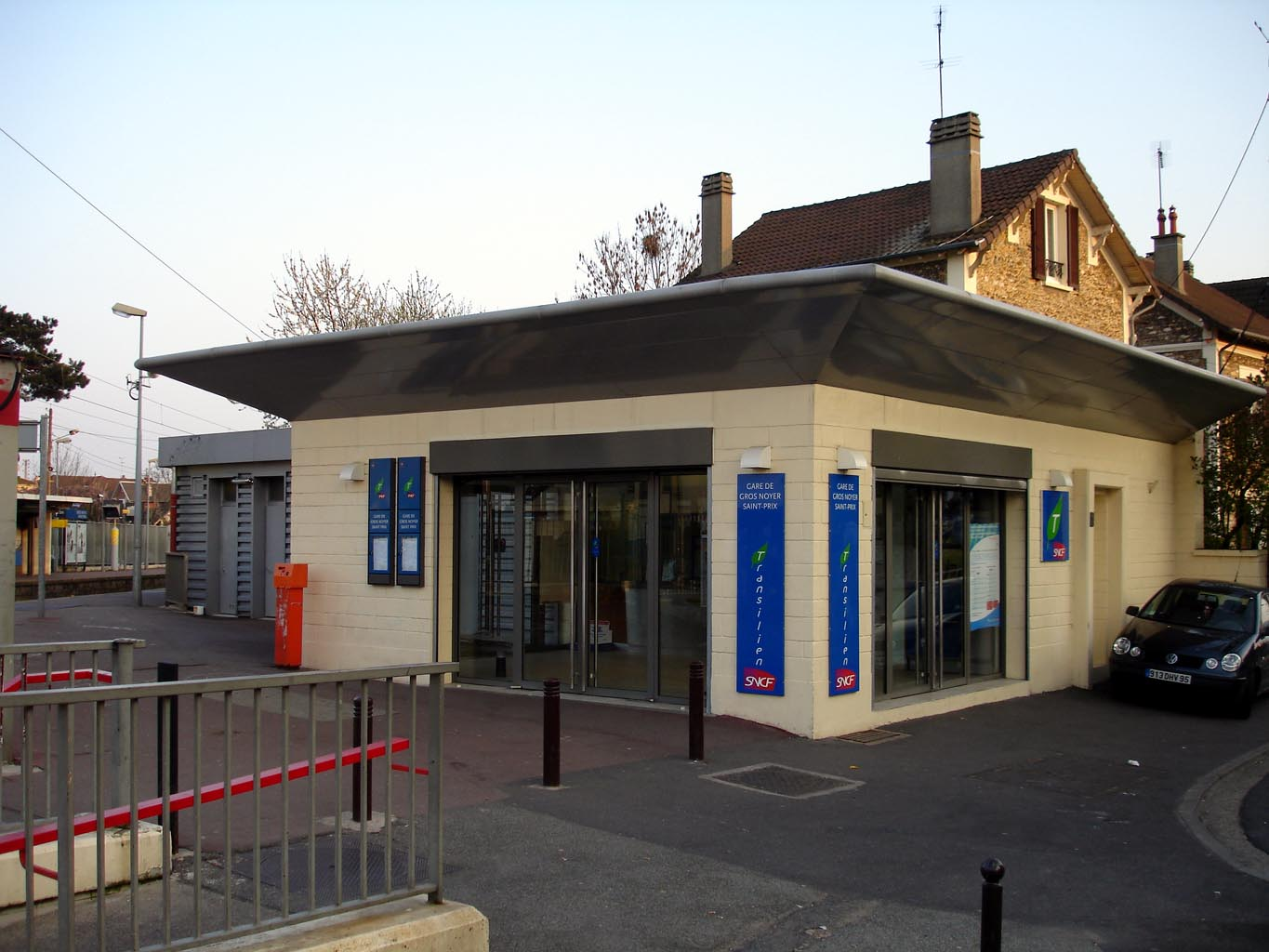
Bâtiment voyageurs.
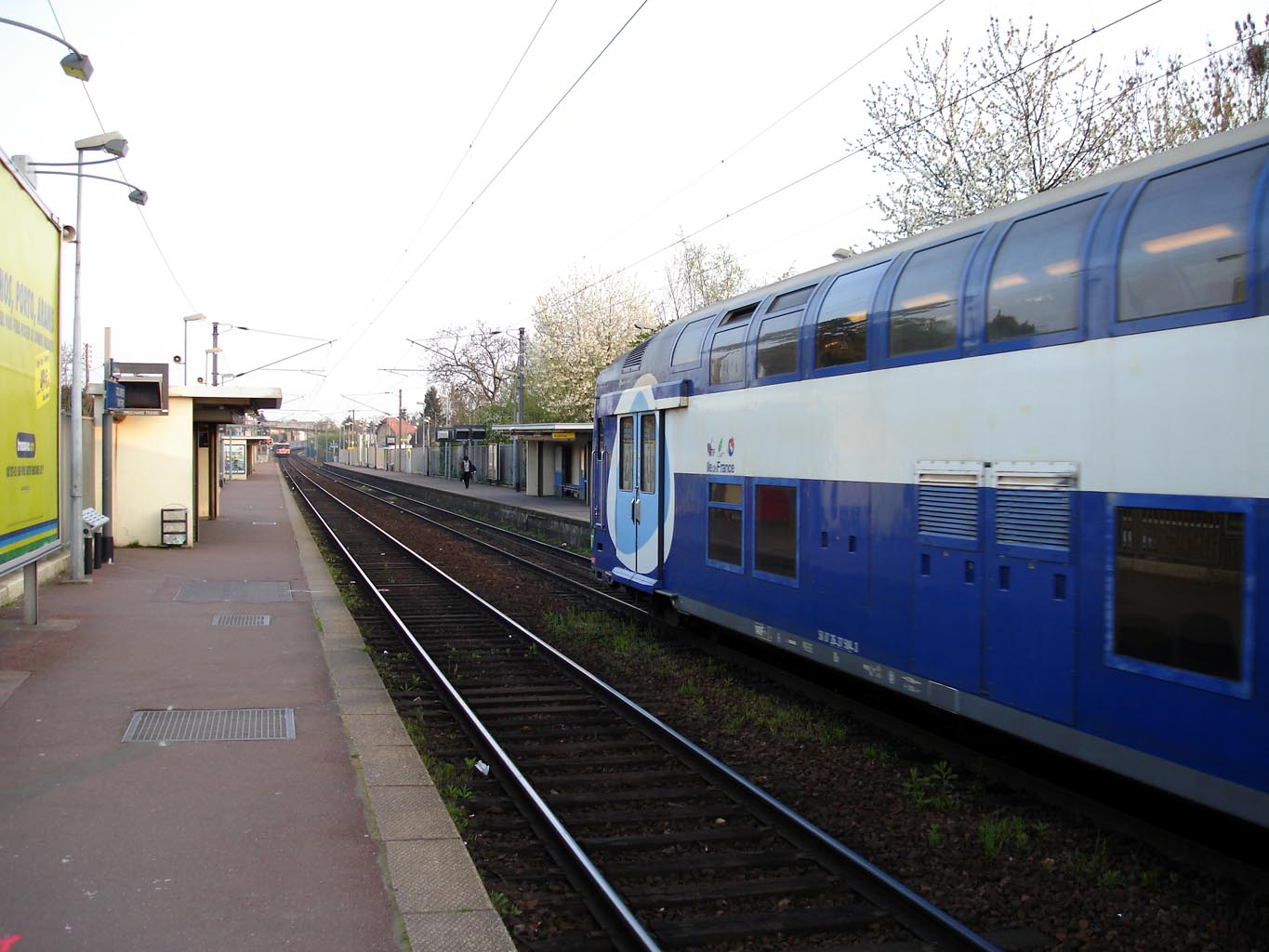
VB 2N à destination de Persan - Beaumont.
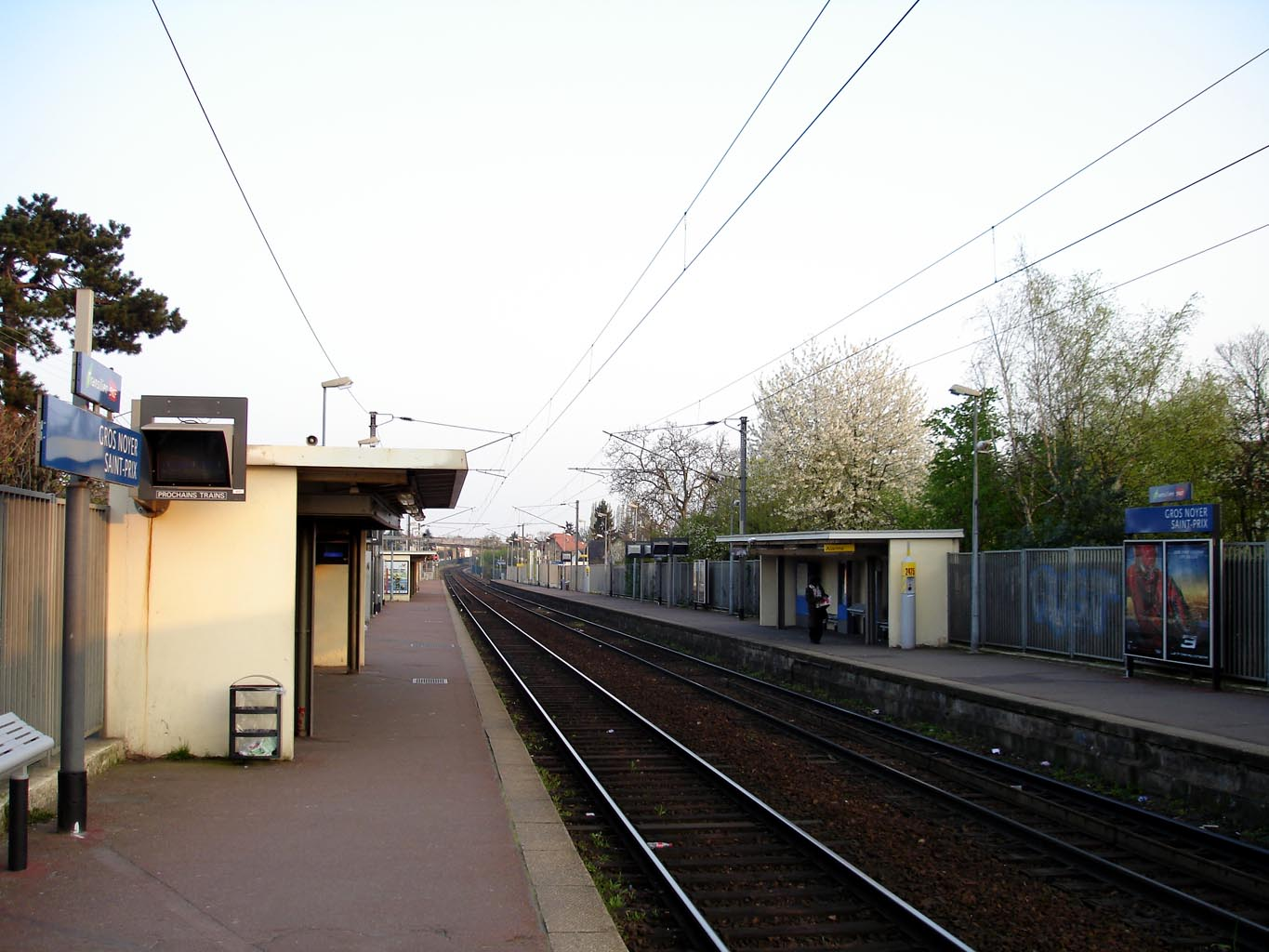
Quais de la gare.
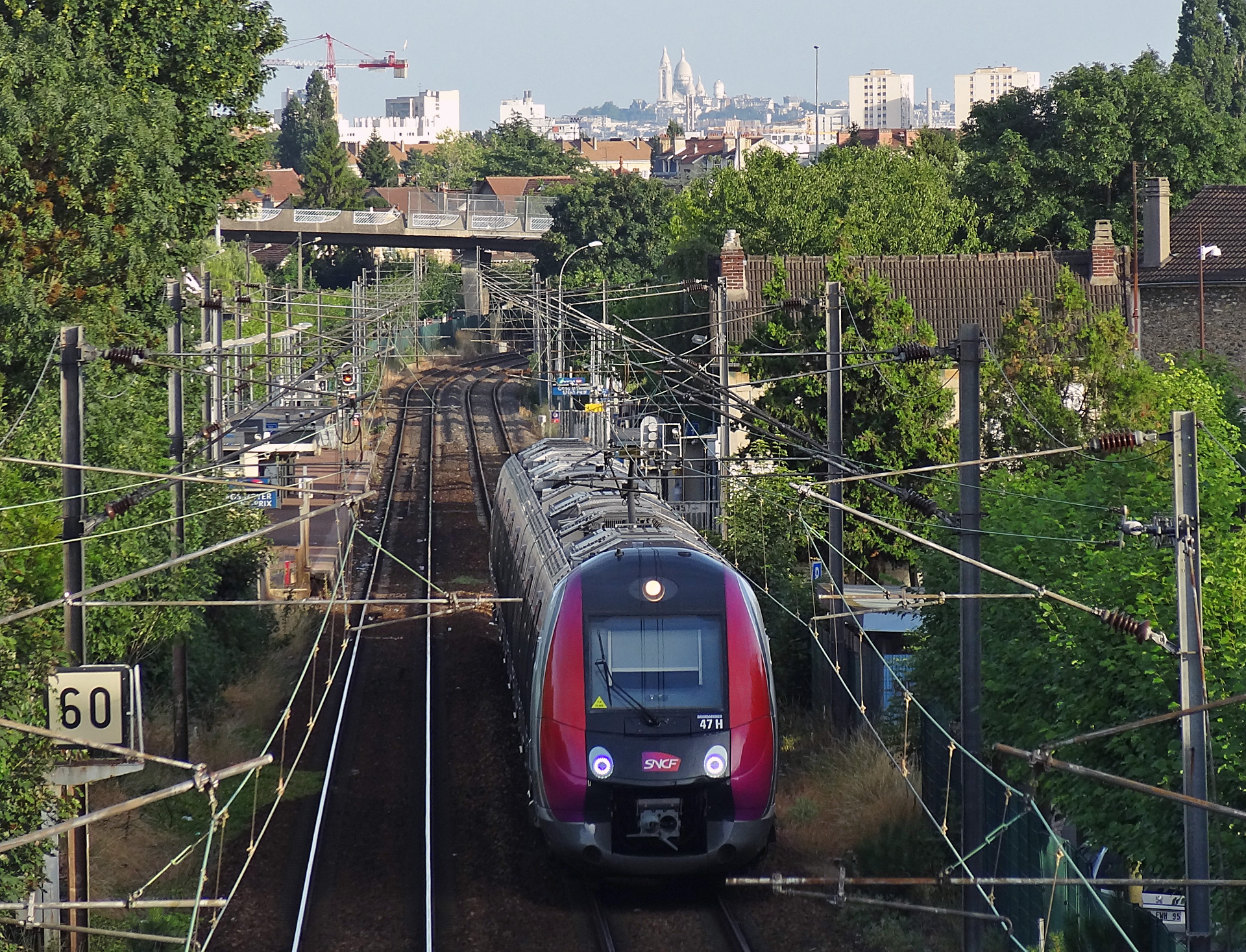
Rame Z 50000 quittant la gare.